# Delphe-Auguste Labitte
Delphe-Auguste Labitte, né le 30 novembre 1821 à Clermont (Oise) et mort le 21 mars 1891 à Neuilly-sur-Seine, est un homme politique français.

## Biographie
Directeur de la maison de santé de Clermont, il est élu, le 8 février 1871, représentant de l'Oise à l'Assemblée nationale. Légitimiste-catholique, il prend place à droite, est des 94 signataires demandant le rappel de la loi qui exilait les Bourbons
Aux élections générales du 20 février 1876, il échoue dans l'arrondissement de Clermont avec 10 191 voix, contre 10 642 à Levavasseur, républicain, mais, après la dissolution de la Chambre par le cabinet du 16 mai, il est élu, dans le même arrondissement, le 14 octobre 1877, comme candidat du Maréchal, par 11 408 voix (22 346 votants sur 25 206 inscrits), contre 10 735 au député sortant, Levavasseur, l'un des 363. Cette élection ayant été invalidée, Labitte ne se représente, pas, et son concurrent, Levavasseur, est élu définitivement le 3 mars 1878.

## Sources
- « Delphe-Auguste Labitte », dans Adolphe Robert et Gaston Cougny, Dictionnaire des parlementaires français, Edgar Bourloton, 1889-1891 [détail de l’édition]